# Andreas Michael Dall’Armi
Andreas Michael Dall’Armi (né le 11 novembre 1765 à  Trente, alors en principauté épiscopale de Trente, et décédé le 27 avril 1842 à Munich) est un munichois, commerçant, banquier et un major de cavalerie dans la garde nationale bavaroise. Il est anobli en 1792 par Charles Théodore de Bavière.
Il est l'organisateur en 1810, à l'occasion du mariage du roi Louis Ier de Bavière à princesse Thérèse de Saxe-Hildburghausen, de la course hippique sur la Theresienwiese qui donnera naissance à l'Oktoberfest. Pour ce service rendu, il obtient en 1824 la médaille d'or de citoyen de la ville de Munich.
Il veut également par la suite ériger un monument sur la Theresienwiese, ainsi qu'une tribune toutefois cette idée n'est sur le moment pas retenue. Elle devient réalité en 1850 seulement avec l'érection de la Bavaria,.
À partir de 1811, il devient le premier contrôleur général de l'institution königlichen staatsschuldentilgungskommission (commission royale chargée de l'effacement de la dette publique).
Il se retire de la direction de la banque en 1815 et des affaires en 1821.

## Famille
Andreas Michael Dall’Armi est issue d'une famille de commerçant de Trente. Son père Giuseppe Dall’Armi (1729–1797) était également commerçant et banquier, sa mère Maria Theresia (1734–1797), née Werz, est également issue d'une famille commerçante de Trente.
Le 12 septembre 1786, Andreas se marie à  Maria Elisabeth Nocker (1750–1793) - de 15 ans son ainé! - la fille du très influent banquier munichois Johann Georg Nocker et devient par la suite citoyen munichois le 19 octobre 1787. Elle lui apporte en dote 2 millions de florins et fait de Dall'Armi l'associé de son père et de son frère. Ensemble ils eurent 5 enfants,.
Après la mort d'Elisabeth le 19 novembre 1793, Andreas se remarie à Maria Barbara Stürzer le 14 septembre 1794. Il ignore le testament de sa femme, qui prévoyait la donation de 100 000 florins au cloître de Mutter Gottes im Lilienthal. Elle est la fille de Joseph Stürzer, membre du conseil municipal de Munich et tenancier du bar à vin „Zum goldenen Hirschen“ à Munich. De cette union naîtront 5 fils et une fille : Marianne (1802), Joseph (1795), Friedrich (1801), Max (1804), August (1806) et Karl (1811).